# Lapan
Lapan település Franciaországban, Cher megyében. Lakosainak száma 226 fő (2022. január 1.). Lapan Arçay, Corquoy, Lunery, Primelles és Saint-Caprais községekkel határos.

## Népesség
A település népességének változása:
| Lakosok száma | 146  | 131  | 137  | 148  | 195  | 200  | 207  | 215  | 220  | 226  |
|               | 1968 | 1982 | 1990 | 2006 | 2013 | 2015 | 2017 | 2019 | 2020 | 2022 |